# Giro del Piemonte 1942
Il Giro del Piemonte 1942, trentaquattresima edizione della corsa, si svolse il 6 settembre 1942 su un percorso di 209 km con partenza e arrivo a Torino. Riservato a professionisti e indipendenti, fu vinto dall'italiano Fiorenzo Magni, che completò il percorso in 6h14'02" precedendo i connazionali Gino Bartali e Pierino Favalli. Su 51 ciclisti al via, 28 portarono a termine la corsa.

## Percorso
Organizzata dalla Gazzetta del Popolo e dalla S.C. Vigor, la corsa ebbe il suo "chilometro zero" presso la sede del quotidiano organizzatore, in via Garibaldi a Torino. Il percorso portò il gruppo prima nella periferia occidentale della città, transitando da Avigliana e Giaveno (prima delle sette salite di giornata), quindi volse verso est e la zona delle Colline del Po, sviluppandosi in una sorta di "otto" con continui saliscendi. I ciclisti transitarono, nell'ordine, a Beinasco, Moncalieri, Chieri, La Rezza (salita), Gassino Torinese, Casalborgone (dove iniziò la terza salita), Moriondo (salita), Castelnuovo Don Bosco, di nuovo La Rezza, Sassi, Pino Torinese (sesta salita), di nuovo Chieri e per la terza volta La Rezza; da qui, discesa conclusiva e arrivo dopo 209 km di corsa al Motovelodromo di Corso Casale.

## Ordine d'arrivo (Top 10)
| Pos. | Corridore          | Squadra      | Tempo    |
| ---- | ------------------ | ------------ | -------- |
| 1    | Fiorenzo Magni     | Bianchi      | 6h14'02" |
| 2    | Gino Bartali       | Legnano      | a 3"     |
| 3    | Pierino Favalli    | Legnano      | s.t.     |
| 4    | Olimpio Bizzi      | Bianchi      | s.t.     |
| 5    | Aldo Bini          | Bianchi      | s.t.     |
| 6    | Luciano Succi      | Olmo         | s.t.     |
| 7    | Adolfo Leoni       | Bianchi      | s.t.     |
| 8    | Mario De Benedetti | Legnano      | s.t.     |
| 9    | Cino Cinelli       | Bianchi      | s.t.     |
| 10   | Alfredo Martini    | Indipendente | s.t.     |